# Ричлендс (Північна Кароліна)
Ричлендс (англ. Richlands) — місто (англ. town) в США, в окрузі Онслов штату Північна Кароліна. Населення — 2287 осіб (2020).

## Географія
Ричлендс розташований за координатами 34°54′0″ пн. ш. 77°32′34″ зх. д. / 34.90000° пн. ш. 77.54278° зх. д. (34.900131, -77.542873).  За даними Бюро перепису населення США в 2010 році місто мало площу 4,09 км², уся площа — суходіл. В 2017 році площа становила 4,32 км², уся площа — суходіл.

## Демографія
Згідно з переписом 2010 року, у місті мешкало 1520 осіб у 599 домогосподарствах у складі 399 родин. Густота населення становила 372 особи/км².  Було 690 помешкань (169/км²).
Расовий склад населення:
| - 73,9 % — білих - 18,2 % — чорних або афроамериканців - 1,0 % — азіатів - 0,3 % — корінних американців - 0,1 % — вихідців з тихоокеанських островів - 1,8 % — осіб інших рас |

До двох чи більше рас належало 4,7 %. Частка іспаномовних становила 8,2 % від усіх жителів.
За віковим діапазоном населення розподілялося таким чином: 29,9 % — особи молодші 18 років, 57,1 % — особи у віці 18—64 років, 13,0 % — особи у віці 65 років та старші. Медіана віку мешканця становила 30,6 року. На 100 осіб жіночої статі у місті припадало 87,9 чоловіків;  на 100 жінок у віці від 18 років та старших — 83,6 чоловіків також старших 18 років.
Середній дохід на одне домашнє господарство  становив 51 546 доларів США (медіана — 48 548), а середній дохід на одну сім'ю — 59 245 доларів (медіана — 52 911). Медіана доходів становила 48 292 долари для чоловіків та 29 500 доларів для жінок. За межею бідності перебувало 9,3 % осіб, у тому числі 8,4 % дітей у віці до 18 років та 14,4 % осіб у віці 65 років та старших.
Цивільне працевлаштоване населення становило 618 осіб. Основні галузі зайнятості: роздрібна торгівля — 23,8 %, будівництво — 14,4 %, освіта, охорона здоров'я та соціальна допомога — 14,2 %.